# Soldini béke
A soldini béke (németül: Vertrag von Soldin) a Német Lovagrend és Brandenburgi Őrgrófság egyezsége 1309-ben, amit a nyugat-pomerániai Soldinban (Myślibórz) kötöttek. A brandenburgi őrgróf Valdemar 10 000 márka ezüst fejében lemondott Danzig (Gdańsk)ról, amit sikertelenül ostromlott a lengyelektől, s ezután a német lovagrend vette be. A várossal együtt az egész Pomerelleni Hercegség (Kelet-Pomeránia) a rend birtokába került és szeptember 14-én Siegfried von Feuchtwangen nagymester a lovagrend székhelyét Marienburgba helyezte át. A Schlawe, Stolp, Rügenwalde és Bütow környéki pomerániai területek Brandenburg őrgrófjaihoz kerültek.